# Santa Fe (Galápagos)
Santa Fe je eden od otokov, ki sestavljajo otočje Galápagos, poimenovan po istoimenskem mestu v Španiji. Nahaja se v centralnem delu otočja, jugovzhodno od otoka Santa Cruz.
Ima površino 24 km² in meri v višino 259 metrov. Geološko je eden od najstarejših otokov, saj so ugotovili, da so vulkanske kamnine stare približno 4 milijone let.
Na otoku Santa Fe raste množica kaktusov opuncije (Opuntia echios) in drevesa Palo Santo, ki prav tukaj dosegata najvišjo rast v otočju.
Preperele pečine nudijo zatočišče lastovičjim galebom in drugim tropskim pticam ter strmoglavcem. Videti je mogoče tudi sokola. Tukaj živijo tudi endemični kopenski legvani (Conolophus pallidus) in podgane vrste (Aegialomys galapagoensis bauri) ter lavski kuščarji. V edinem zalivu, ki omogoča dostop na otok, se zadržuje množica morskih levov.
- Velika drevesa opuncije
- Morski levi na peščeni plaži
- Galapaška kanja
- Palisander

## Zunanji povezave
- Santa Fe Information Galapagosonline.com Arhivirano 2004-04-14 na Wayback Machine.
- IUCN Rdeči seznam